# Maribelle (zangeres)
Maribelle, artiestennaam van Marie Lidwina Kwakman (Volendam, 4 april 1960) is een zangeres, die vooral bekend werd door haar deelname voor Nederland aan het Eurovisiesongfestival van 1984.

## Biografie
Op 12-jarige leeftijd zong ze het liedje Laat het altijd vrede zijn samen met het Volendams Operakoor. De single werd voor Kerstmis 1972 uitgebracht, maar kwam niet in de hitparade.
Van mei tot augustus 1976 was zij de eerste BZN-zangeres. De nummer 1-hit Mon amour werd eerst door haar ingezongen met Jan Keizer, maar toen Kwakman bekendmaakte niet langer in BZN te willen blijven, nam de band de single op met Anny Schilder.
Rond de tijd dat Mon Amour nummer 1 in Nederland stond, nam Marie – onder de naam Annemarie – haar eerste solo-plaat op: 't is al morgen.
In 1978 richtte Marie samen met echtgenoot Jan Buijs (gitarist) de band Spryng op. Marie veranderde haar artiestennaam in Maribelle. In 1991 viel Spryng uit elkaar en ging Maribelle solo verder. In 1993 kwam er bovendien een einde aan haar huwelijk. In 2017 overleed Buijs, van wie Maribelle een zoon heeft.
In 2007 bracht ze een nieuwe single, getiteld Jouw ogen, op de markt.
De Volendamse, vooral bekend door deelname aan het Eurovisiesongfestival in 1984, trouwde in 2009 met Nicolaas Streefkerk (oud-deelnemer van het tv-programma De Gouden Kooi). Samen verhuisden ze naar Ibiza, waar zij een bed & breakfast begonnen. Echter in 2016 kwam er een einde aan hun huwelijk. De twee lieten weten dat zij, ondanks dat de liefde voorbij is, bleven samenwerken. Maribelle verhuisde terug naar Nederland, echter na vijf jaar scheiding verzoenden beiden zich. Het verblijf in Nederland viel Maribelle tegen. Ze verloor tijdens haar verblijf in Nederland behalve haar ex-man uit het eerste huwelijk Jan Buijs, ook haar beide ouders.

## Songfestival
In 1981 deed zij mee aan het Nationaal Songfestival met de nummers Fantasie en Marionette. Zij verloor echter van Linda Williams. Maar in 1984 was het dan toch zover en vertegenwoordigde zij Nederland met Ik hou van jou op het Eurovisiesongfestival in Luxemburg. Zij haalde daar, samen met Duitsland, een gedeelde dertiende plaats. Het teleurstellende resultaat werd door critici geweten aan de creatie, die ze tijdens de uitzending droeg. De jurk had een opvallende roze strik op de buik. Maribelle was genoodzaakt het kledingstuk op het laatste moment in Luxemburg aan te schaffen, omdat de oorspronkelijke witte jurk problemen gaf bij de belichting. De jurk die ze op het songfestival droeg werd ook wel bekend als "het paasei".
Ik hou van jou in de versie van Gordon behaalde in 1992 nog eens een notering in de hitparade. In 1996 scoorde Dana Winner er een hit mee in België. In de zomer van 2007 bereikte Roxeanne Hazes ermee de top 10 van de Top 40. In 2021 bracht Thomas Berge het liedje uit.

## Discografie

### Albums
| Album met eventuele hitnotering(en) in de Nederlandse Album Top 100 | Datum van verschijnen | Datum van binnenkomst | Hoogste positie | Aantal weken | Opmerkingen |
| ------------------------------------------------------------------- | --------------------- | --------------------- | --------------- | ------------ | ----------- |
| Voyage                                                              | 1993                  | 12 juni 1993          | 83              | 5            |             |
| Geef mij je hand                                                    | 1997                  | 25 januari 1997       | 75              | 5            |             |

### Singles
| Single met eventuele hitnotering(en) in de Nederlandse Top 40 | Datum van verschijnen | Datum van binnenkomst | Hoogste positie | Aantal weken | Opmerkingen              |
| ------------------------------------------------------------- | --------------------- | --------------------- | --------------- | ------------ | ------------------------ |
| Marionette                                                    | 1981                  | 4 april 1981          | 36              | 4            | #13 in de Single Top 100 |
| Come on over                                                  | 1981                  | 24 oktober 1981       | tip15           | -            | met Spryng               |
| Ik hou van jou                                                | 1984                  | 28 april 1984         | 33              | 3            | #21 in de Single Top 100 |
| Esperanza                                                     | 1993                  | 29 mei 1993           | tip4            | -            | #38 in de Single Top 100 |
| Allez danser                                                  | 1993                  | 7 augustus 1993       | tip14           | -            |                          |
| Ik wil jou                                                    | 1995                  | 14 oktober 1995       | tip10           | -            | #36 in de Single Top 100 |
| Geef mij je hand                                              | 1997                  | -                     |                 |              | #94 in de Single Top 100 |
| Jouw ogen                                                     | 2008                  | -                     |                 |              | #79 in de Single Top 100 |
| Ik geef me over                                               | 2009                  | -                     |                 |              | #39 in de Single Top 100 |